# Crystball
Crystball ist ein Geschicklichkeitsspiel für das Watara Supervision. Es erschien 1992 und war der Launchtitel des Handhelds und jedem Gerät beigelegt.

## Beschreibung
Ziel dieses Breakout-Klones ist es, in jedem Level alle Steine in der oberen Bildschirmhälfte zu zerstören. Dabei muss der Ball mit einem Paddel zurückgeschlagen werden und darf nicht ins „Aus“ fliegen, ansonsten verliert der Spieler ein Leben. Wenn alle Leben verbraucht sind, ist das Spiel vorbei. Ähnlich wie bei Arkanoid beinhalten bestimmte Steine diverse Power-ups und Gegner. Es stehen drei Schwierigkeitsgrade zur Verfügung.
Wie bei allen Breakout-Varianten geht es darum einen möglichst hohen Highscore zu erzielen.

## Rezeption
Das Spiel erhielt – wie viele andere Spiele des Systems – durchgehend schlechte Kritiken. Trotzdem wird es als eines der besseren Supervision-Spiele angesehen. Die Video Games 11/92 vergab 38 % (Grafik 21 %, Sound 20 %) während die Play Time gleicher Ausgabennummer keine Bewertung vergab.